# Line Gyldenløve Kristensen
Line Gyldenløve Kristensen (* 17. April 1987) ist eine dänische Handballspielerin. In der Disziplin Beachhandball ist sie dänische Nationalspielerin und hat mit ihrer Mannschaft mehrere internationale Titel und Medaillen gewonnen.

## Hallenhandball
Line Gyldenløve Kristensen spielt seit 2007 für die erste Mannschaft von Bjerringbro FH in der zweiten Liga Dänemarks. Die Spielmacherin blieb bei ihrem Verein, obwohl sie immer wieder Angebote von anderen Vereinen auch aus der ersten Liga hatte. In der Saison 2017/18 war sie mit 163 Toren hinter Ida Lagerbon mit 165 Treffern zweitbeste Torschützin der Liga. Eine dreistellige Zahl an Treffern konnte sie mehrfach in ihrer Karriere in einer Ligasaison erreichen. 2019 wurde sie von ihren Mitspielerinnen mit 38 % der abgegebenen Stimmen zur besten Spielerin der Liga gewählt. 2023 stieg sie mit Bjerringbro FH in die Damehåndboldligaen auf.

## Beachhandball

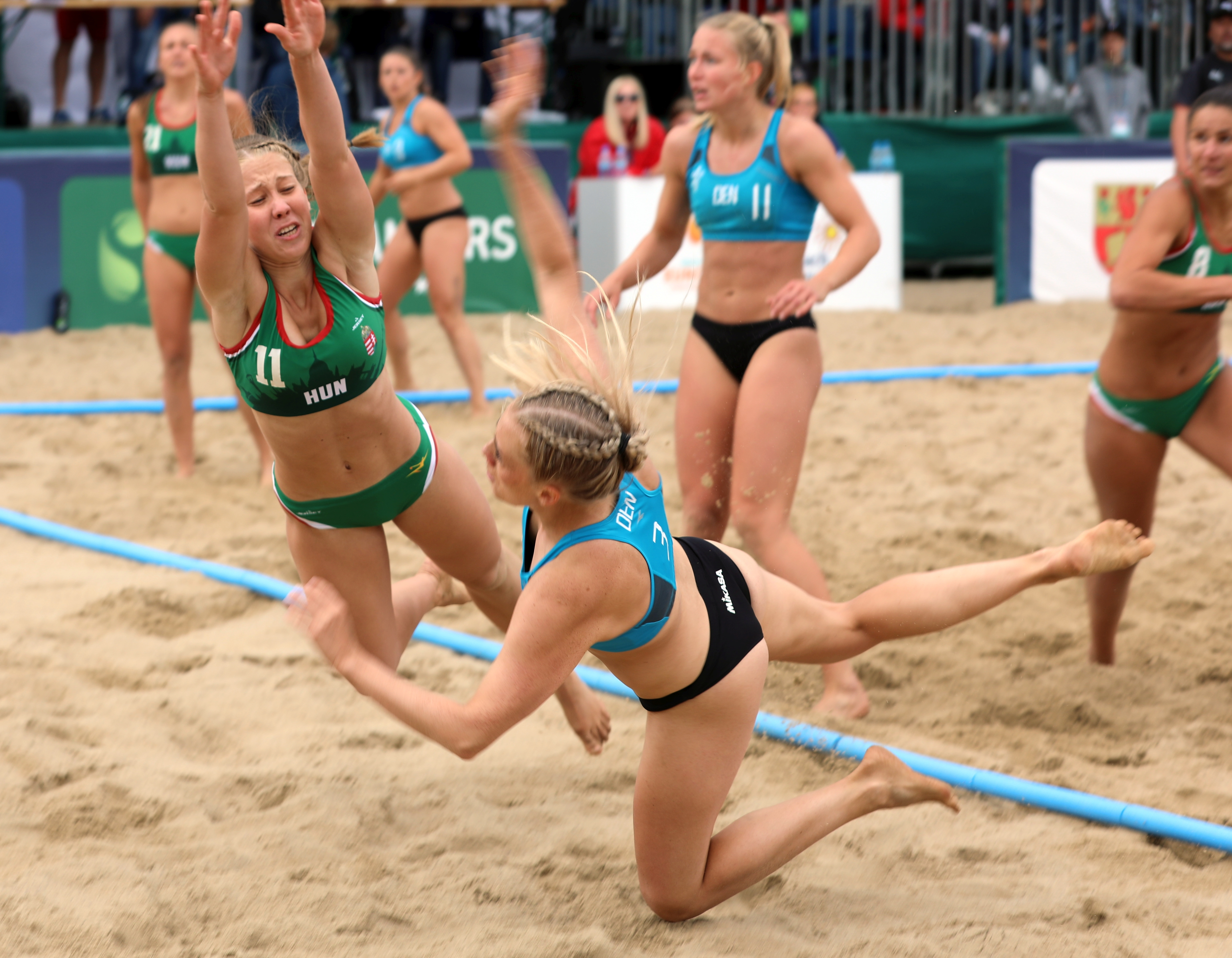
Kristensen beim Torwurf gegen Verteidigerin Rebeka Benzsay in der Schlussphase des EM-Finals 2019

Ihre größeren Erfolge erreichte Line Gyldenløve Kristensen im Beachhandball. Bislang war sie bei fünf Europameisterschaften im Einsatz, eine Zahl, die nur sehr wenige andere Spielerinnen erreichen. 2009 in Larvik, 2011 in Umag, 2013 in Randers, 2017 in Zagreb und 2019 in Stare Jabłonki gehörte sie dem dänischen Team an. 2009 spielte sie acht der elf Partien und erzielte 40 Punkte, am Ende wurde sie mit Dänemark Siebte. Die dänische Mannschaft konnte bis in das Finale vordringen und unterlag erst dort der Mannschaft Kroatiens. Gyldenløve Kristensen spielte alle elf Partien und traf dabei zu 42 Punkten. Auch 2013 erreichte die dänische Mannschaft, in der Gyldenløve Kristensen erneut alle elf möglichen Spiele bestritt und zu 98 Punkten traf, das Finale und unterlag erneut, dieses Mal der Auswahl Ungarns. 2015 trat keine dänische Mannschaft zur EM an. 2017 konnte Gyldenløve Kristensen mit Dänemark wieder das Halbfinale erreichen, wo Polen ebenso wie im Spiel um die Bronzemedaille Spanien jeweils im Shootout unterlegen wurde. In allen elf Spielen im Einsatz erzielte sie 144 Punkte und traf dabei im Viertelfinale gegen Griechenland zu 21, im Halbfinale gegen Polen gar zu 23 Punkten. 2019 konnte das dänische Team schließlich den Titel gewinnen und Ungarn in einem nervenaufreibenden Finale nieder ringen. Mit 91 Punkten aus einmal mehr allen möglichen Spielen war Gyldenløve Kristensen beste Werferin des erstmaligen Europameisters Dänemark.
Bei Beachhandball-Weltmeisterschaften gewann Gyldenløve Kristensen 2012 die Silbermedaille, 2014 wurde sie Siebte und 2018 Fünfte. Bei den erstmals ausgetragenen World Beach Games 2019 gewann sie mit ihrer Mannschaft nach dem Titel bei den Europameisterschaften auch diesen Titel, nachdem sie schon im Vorfeld vom Weltverband als die neben Camilla Fangel wichtigste dänischen Schlüsselspielerinnen ausgemacht wurde. 2023 gewann Gyldenløve Kristensen mit der dänischen Beachauswahl die Goldmedaille bei den Europaspielen.

## Erfolge

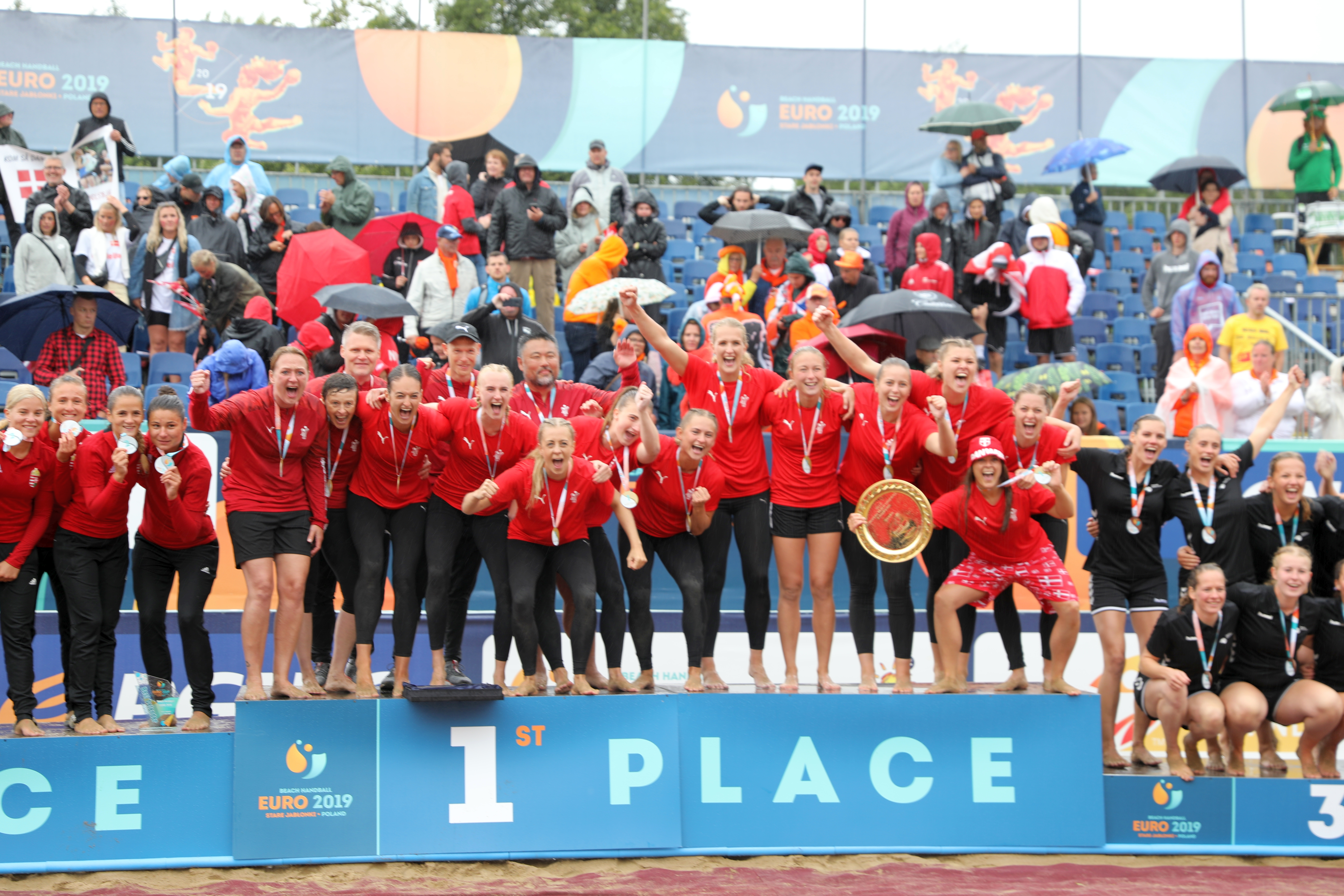
Die dänische Mannschaft bei der Verleihung der Goldmedaille der Europameisterschaften 2019

| World-Beach-Games - 2019 Beachhandball-Weltmeisterschaften - 2012 Beachhandball-Europameisterschaften - 2011 - 2013 - 2017 4. - 2019 Europaspiele - 2023 |

## Einzelbelege
1. ↑  Line Gyldenløve blev ugens spiller ! In: Håndbold nyheder om dansk og udenlandsk håndbold, VM og EM. 21. Januar 2021, abgerufen am 17. April 2021 (dänisch).
2. ↑  FHK-spiller blev rækkens topscorer: Den havde jeg ikke spottet før sæsonen. In: ddig.dk. 19. April 2018, abgerufen am 30. Januar 2022 (dänisch).
3. ↑  Slut: Genlæs Ringkøbing Håndbolds slutspurt og sejr over Bjerringbro her. 6. März 2021, abgerufen am 17. April 2021 (dänisch).
4. ↑  1. divisions bedste spiller: Kollegernes kåring er et gigantisk skulderklap. 7. Juni 2019, abgerufen am 17. April 2021 (dänisch).
5. ↑  Historisk dag for Bjerringbro FH: Håndboldkvinder sikrer sig oprykning til ligaen. 1. April 2023, abgerufen am 17. August 2023 (dänisch).
6. ↑  European Handball Federation - 2009 Women's ECh Beach Handball / Final Tournament. Abgerufen am 17. April 2021 (englisch).
7. ↑  European Handball Federation - 2011 Women's ECh Beach Handball / Final Tournament. Abgerufen am 17. April 2021 (englisch).
8. ↑  European Handball Federation - 2013 Women's ECh Beach Handball / Final Tournament. Abgerufen am 17. April 2021 (englisch).
9. ↑  European Handball Federation - 2017 Women's ECh Beach Handball / Final Tournament. Abgerufen am 17. April 2021 (englisch).
10. ↑  Lokale håndboldpiger kommer hjem med guldmedaljer fra EM. 7. Juli 2019, abgerufen am 17. April 2021 (dänisch).
11. ↑  European Handball Federation - 2019 Women's ECh Beach Handball / Final Tournament. Abgerufen am 17. April 2021 (englisch).
12. ↑  IHF | Team Details Page. Abgerufen am 17. April 2021.
13. ↑  hbold.dk: Beachlandsholdene klar til European Games – her er trupperne, abgerufen am 27. August 2023
14. ↑  politiken.dk: Medaljefest ved de europæiske lege understreger dansk håndbolds status som en stormagt, abgerufen am 27. August 2023

| Personendaten    | Personendaten                                                   |
| ---------------- | --------------------------------------------------------------- |
| NAME             | Gyldenløve Kristensen, Line                                     |
| ALTERNATIVNAMEN  | Kristensen, Line Gyldenløve; Gyldenløve, Line; Kristensen, Line |
| KURZBESCHREIBUNG | dänische Handball- und Beachhandballspielerin                   |
| GEBURTSDATUM     | 17. April 1987                                                  |